# Smithville (Teksas)
Smithville je grad u američkoj saveznoj državi Teksas. Prema popisu stanovništva iz 2010. u njemu je živjelo 3.817 stanovnika.